# 罠 (THE BACK HORNの曲)
「罠」（わな）は、日本のロックバンド・THE BACK HORNの16枚目のシングル。

## 解説
前作「美しい名前」から約8ヶ月後の2007年11月14日に発売された。規格品番は初回生産限定盤がVICL-36361、通常版がVICL-36362。
バンド初となるオリコンチャートTOP10入りを果たす。現時点でこのバンドのシングルとしては最高売り上げを記録している。
表題曲「罠」は、毎日放送制作・TBS系アニメ『機動戦士ガンダム00』のエンディングテーマ（1stシーズン第1話から第13話）。バンド初のアニメタイアップとなる。番組中ではエンディング用のショートエディットバージョンが使用されているが、毎週、物語のラストシーンからCMを挟まずエンディングに直結するという構成上、本編中の展開にあわせた複数の異なる導入部を持つバージョンが用意されている。
初回生産限定盤には『機動戦士ガンダム00』描き下ろしワイドキャップステッカーと、キャラクターIDカード（ロックオン・ストラトス）一枚が封入されているほか、2007年7月1日にNHKホールにて行われたライブでの演奏曲「セレナーデ」が追加収録されている。

## 収録曲
全作曲・編曲：THE BACK HORN
1. 罠
（作詞：菅波栄純）
2. 真冬の光
（作詞：菅波栄純）
3. 水芭蕉
（作詞：松田晋二）
4. セレナーデ Live at NHK HALL in 2007
（作詞：THE BACK HORN）
  - 初回限定盤のみ収録

## 収録アルバム
- ベストアルバム『BEST THE BACK HORN』（2008年1月23日、VICL-62746）
- オリジナルアルバム『パルス』（2008年9月3日、VICL-62887 / VIZL-294）